# Навотчиньский, Лукаш
Лу́каш Навотчи́ньский (пол. Łukasz Nawotczyński; 30 марта 1982, Цеханув, Польша) — польский футболист, защитник.

## Карьера

### Клубная
Начинал свою карьеру в любительском клубе СП 3 из родного Цеханува, в 1999 году поступил в футбольную школу гданьской «Лехии», ещё через год перешёл в стан «Вислы» из Кракрова. В составе краковской команды не закрепился, проведя всего 9 игр за её основной состав. Отправлялся в аренду в клубы «Арка», «Гурник» (из Польковице), «Катовице» и «Ягеллонию». В последнем клубе он смог найти своё место в составе и отыграл 44 игры, будучи арендованным. В 2006 году он подписал профессиональный контракт с белостокским клубом и отыграл за него 45 игр. В конце летнего трансферного окна 2008 года отправился на правах аренды в «Корону», в чьём составе провёл 13 игр и забил гол. В 2009 году перешёл в «Корону» за 400 тысяч злотых, но 20 декабря 2010 года из-за разногласий с тренером Марцином Сасалом покинул клуб. Сейчас играет за «Краковию».

### В сборной
В составе сборной до 16 лет выступал на чемпионате Европы в Чехии, где Польша заняла второе место, что позволило «бяло-червоным» сыграть на чемпионате мира в Новой Зеландии. В сборной до 18 лет, выступая на чемпионате Европы в Финляндии, Лукаш стал чемпионом Европы. Ещё в 2004 году он участвовал в матче вторых составов сборных Польши и Германии, в котором поляки победили со счётом 2:1, а сам Лукаш отыграл весь первый тайм.

## Достижения
- Обладатель Кубка Польши: 2014